# Lygodactylus soutpansbergensis
Lygodactylus soutpansbergensis (саутпансберзький карликовий гекон) — вид геконоподібних ящірок родини геконових (Gekkonidae). Ендемік Південно-Африканської Республіки.

## Поширення і екологія
Саутпансберзькі карликові гекони мешкають в горах Саутпансберг на півночі провінції Лімпопо, спостерігалися в горах Блауберг. Вони живуть на високогірних луках та в саванах, серед скельних виступів. Зустрічаються на висоті від 800 до 1750 м над рівнем моря.